# San José (Copán)
San José (uit het Spaans: "Sint-Jozef") is een gemeente (gemeentecode 0417) in het departement Copán in Honduras.
Eerder heette het dorp San José de la Boca del Monte. Het ligt op een vlakte. In de omgeving zijn traditionele berghuisjes (cabañas) te vinden.

## Bevolking
De bevolking is als volgt verdeeld:
| Vrouwen | 3552 | 49,7% |
| Mannen  | 3600 | 50,3% |

## Dorpen
De gemeente bestaat uit zes dorpen (aldea), waarvan de grootste qua inwoneraantal: San José (code 041701) en El Porvenir (041703).